# Strömma
Strömma è un'area urbana della Svezia situata nel comune di Värmdö, nella contea di Stoccolma. La popolazione risultante dal censimento 2010 era di 579 abitanti.